# Дом Кудрявцевых
Дом Кудрявцевых — историческое здание в городе Опочке, Псковская область. Расположен на углу улиц Ленина и Урицкого (бывшие Великолуцкая и Лукинская), современный адрес — улица Ленина, 71. Один из крупных деревянных полутораэтажных домов, определявших облик главных улиц старой Опочки. Объект культурного наследия России регионального значения. 
Дом купцов Кудрявцевых построен в 1840–1850-х годах – на это указывает декор здания и аршинный кирпичный цоколь, хотя сам сруб – простой семистен – может быть старше. 
В начале июля 1941 года, когда почти все дома улицы были сожжены отступавшими советскими войсками, дом Кудрявцева был одним из немногих сохранившихся. Во время оккупации Опочки немецко-фашистскими войсками в 1941—1944 годах в здании располагалось жандармское управление.
В 1990-х годах высказывались предложения организовать в доме Музей старого быта, но безрезультатно. По состоянию на 2023 год здание жилое, в неудовлетворительном состоянии.
Здание полутораэтажное деревянное на каменном фундаменте. Первый этаж дома выполнен из плитняка, второй – кирпичный. Все внутренние помещения примерно одного размера; дальнее угловое помещение занимает лестница с балюстрадой: вход – сбоку, со двора. Тыльный фасад целиком закрыт равной по объёму пристройкой позднего XIX века.